# Maba (fòssil)
Maba, o Mapa, és el nom comú d'una crani fòssil, catalogat com a PA 84, pertanyent a un Homo heidelbergensis d'una antiguitat d'uns 130 000 anys trobat a la República Popular de la Xina per un grup de pagesos l'any 1958, l'any següent van ser descrits per primera vegada per J. K. Woo i R. C. Peng.
Al costat de les restes d'homínid es van trobar unes altres de fauna mamífera: Hyaena, Ursus, Ailuropoda, Panthera tigris, Rhinoceros, Els seus, Cervus, etc.

## Característiques
Les característiques de Maba, al costat de les d'altres fòssils, han fet que certs autors els relacionin amb l'hominí de Deníssova, encara que d'aquesta espècie trobada en una cova de Rússia que li dona nom, solament hi ha restes menors i paleo ADN -extret d'una falange i un queixal-.
Les restes són d'una calota, amb totes les sutures cranials fusionades, que inclou gairebé tot el frontal, els dos parietals i gran part dels ossos nasals i l'òrbita dreta.
El professor Xiu-jie Wu de l'Acadèmia de Ciències de la Xina va descobrir mitjançant escàners i tomografíes practicades a les restes del crani, que presentava una depressió circular que a la part posterior del mateix os pren una forma bombada. Després de rebutjar d'altres suposicions, es va acceptar que va haver de ser un cop que va rebre al cap, quedant com possible una lluita entre un altre homínid, o bé amb un animal banyat.

## Descobriment i conservació
Un grup de camperols xinesos va trobar, el 1958, les restes durant l'extracció de fertilitzant de la coneguda com a cova Shizishan, prop de la població de Maba, del municipi de Shaoguan, a la província xinesa de Guangdong. L'any següent van ser descrits per primera vegada per J. K. Woo i R. C. Peng.
Aquestes restes es conserven a l'Institut de Paleontologia de Vertebrats i Paleoantropologia de Pequín (la Xina), on es van traslladar després de la campanya d'excavacions.